# Championnat du Pérou de football 1976
Navigation
Saison précédente Saison suivante
La saison 1976 du Championnat du Pérou de football est la quarante-huitième édition du championnat de première division au Pérou. La compétition regroupe les seize meilleures équipes du pays au sein d'une poule unique où elles s'affrontent deux fois au cours de la saison. Le dernier du classement est relégué et remplacé par le champion de Segunda Division.
C'est l'Unión Huaral qui remporte la compétition après avoir battu lors d'un match de barrage le club de Sport Boys, les deux équipes ayant terminé à égalité en tête du classement final. C'est le tout premier titre de champion du Pérou de l'histoire du club, qui devient la première équipe de province à remporter le championnat péruvien.

## Les clubs participants
| - Alianza Lima - Sport Boys - Atlético Chalaco - Universitario de Deportes - Carlos A. Mannucci - Club Centro Deportivo Municipal - Juan Aurich - FBC Melgar | - Alfonso Ugarte - Deportivo Junin - Cienciano del Cusco - Sporting Cristal - Defensor Lima - León de Huánuco - Union Huaral - Colegio Nacional de Iquitos |

## Compétition
Le barème utilisé pour établir le classement est le suivant :
- Victoire : 2 points
- Match nul : 1 point
- Défaite, forfait ou abandon : 0 point

### Classement
| Rang | Équipe                          | Pts | J  | G  | N  | P  | Bp | Bc | Diff |
| ---- | ------------------------------- | --- | -- | -- | -- | -- | -- | -- | ---- |
| 1    | Unión Huaral                    | 39  | 30 | 15 | 9  | 6  | 44 | 25 | +19  |
| 2    | Sport Boys                      | 39  | 30 | 13 | 13 | 4  | 47 | 32 | +15  |
| 3    | Juan Aurich                     | 38  | 30 | 13 | 12 | 5  | 41 | 29 | +12  |
| 4    | Universitario de Deportes       | 36  | 30 | 13 | 10 | 7  | 41 | 33 | +8   |
| 5    | Alianza Lima (T)                | 34  | 30 | 11 | 12 | 7  | 51 | 32 | +19  |
| 6    | León de Huánuco                 | 33  | 30 | 11 | 11 | 8  | 37 | 29 | +8   |
| 7    | Sporting Cristal                | 30  | 30 | 9  | 12 | 9  | 28 | 26 | +2   |
| 8    | Deportivo Junín                 | 29  | 30 | 10 | 9  | 11 | 39 | 38 | +1   |
| 9    | Colegio Nacional de Iquitos     | 29  | 30 | 10 | 9  | 11 | 30 | 34 | -4   |
| 10   | FBC Melgar                      | 29  | 30 | 10 | 9  | 11 | 45 | 52 | -7   |
| 11   | Alfonso Ugarte                  | 26  | 30 | 10 | 6  | 14 | 46 | 43 | +3   |
| 12   | Cienciano del Cusco             | 26  | 30 | 7  | 12 | 11 | 36 | 37 | -1   |
| 13   | Atlético Chalaco                | 26  | 30 | 7  | 12 | 11 | 38 | 52 | -14  |
| 14   | Defensor Lima                   | 26  | 30 | 8  | 10 | 12 | 39 | 57 | -18  |
| 15   | Club Centro Deportivo Municipal | 23  | 30 | 5  | 13 | 12 | 34 | 46 | -12  |
| 16   | Carlos A. Mannucci              | 17  | 30 | 7  | 3  | 20 | 34 | 65 | -31  |

|  | Qualification pour la Copa Libertadores 1977 et pour le match pour le titre |
|  | Relégation en Segunda Division                                              |
|  | (T) : Tenant du titre                                                       |

### Match pour le titre
| Équipe 1     | Résultat | Équipe 2   |
| ------------ | -------- | ---------- |
| Unión Huaral | 2 - 0    | Sport Boys |

## Bilan de la saison
| Championnat du Pérou de football 1976 |                          |
| Champion                              | Unión Huaral (1er titre) |
| Qualifications continentales          |                          |
| Copa Libertadores 1977                | Unión Huaral             |
| Copa Libertadores 1977                | Sport Boys               |
| Promotions et relégations             |                          |
| Promus en Primera División            | Coronel Bolognesi        |
| Relégués en Segunda División          | Carlos A. Mannucci       |